# بکسلی، نیو ساوت ولز
بکسلی (به انگلیسی: Bexley) یک حومه شهر در استرالیا است که در نیو ساوت ولز واقع شده‌است.